# ФК «Динамо» Москва в сезоне 1947
Сезон 1947 года — 25-й в истории футбольного клуба «Динамо» Москва.
В этом сезоне команда приняла участие в чемпионате и кубке СССР, а также провела три международных матча в турне по Скандинавии.

## Общая характеристика выступления команды в сезоне
Перед началом сезона команду пополнили вратарь Вальтер Саная из Тбилиси, защитник Василий Комаров из Иваново и уже знакомый по выступлениям на полях Великобритании сильный крайний нападающий Евгений Архангельский из Ленинграда. Его появление было обусловлено некоторым изменением концепции игры «Динамо» в этом сезоне: поскольку соперники, как правило, не рисковали состязаться с динамовцами в открытом маневренном футболе и старались, насытив центр поля и защитные линии игроками, сбивать темп игры, то и задачи, стоявшие перед командой в большинстве матчей, примитизировались и сводились обычно к взламыванию обороны. В этом случае широкий продольный маневр полузащиты и инсайдов уже не был так востребован; нагрузка на оборону существенно уменьшилась, в атаке же понадобился активный центрфорвард, умеющий побороться с защитниками в позиционной игре в помощь выдвинутому Карцеву. Сергей Соловьев как нельзя лучше подходил на эту роль; его место левого края и занял Архангельский. В целом расстановка команды практически вернулась к классической системе «дубль-вэ» с оттянутыми для розыгрыша мяча правым краем (Трофимов) и левым инсайдом (Бесков); при этом, разумеется, осуществлялась активная игра без мяча со сменой мест и освобождением зон. В целом по уровню организации игры и функциональным возможностям динамовцы все еще существенно превосходили все команды, за исключением армейцев, но применяемая соперниками «асимметричная» игра от обороны позволяла им навязывать в ряде матчей борьбу и добиваться результата.
Команда «Динамо» начала сезон весьма мощно, разгромив киевских и ленинградских одноклубников, и уверенно победила уже в третьем туре главных соперников — ЦДКА (3:1). Далее до конца первого круга команда наращивала преимущество; атака выглядела, в сравнении с предыдущими сезонами, не так мощно, зато оборона практически перестала пропускать (всего три мяча до конца первого круга; правда два из них — с московскими и куйбышевскими «Крыльями Советов» — стоили команде двух потерянных очков, но тогда особого внимания это не привлекло). Всем уже казалось, что вопрос о чемпионе «закрыт» — пятиочковый гандикап динамовцев по итогам круга выглядел непреодолимым.
Тем неожиданнее оказался «холодный душ», устроенный армейцами в розыгрыше кубка, последовавшим в конце первого круга — две сильнейшие команды были волею жребия сведены уже в 1/8 финала, и ЦДКА нанес динамовцам жестокое поражение (4:1), которое психологически несколько надломило команду. В двух стартовых матчах второго круга уже не так уверенно выглядевшие динамовцы сумели с минимальным счетом победить, но затем, во второй очной встрече с главными конкурентами, лишившись в одночасье травмированных Блинкова и Карцева, уступили (0:1); а спустя пять дней «по инерции» был проигран и следующий матч (московским «Крыльям Советов»). Не без труда победив затем минчан и, казалось бы, уже уверенно «лётчиков» из ВВС, «Динамо» в следующем матче стало первой жертвой знаменитой впоследствии «волжской защепки» – 0:1 дома с «Крыльями Советов» Куйбышев.
Растеряв за какие-то пять туров все преимущество (теперь уже динамовцы уступали ЦДКА по потерянным очкам – армейцы провели на несколько игр меньше), динамовцы все же сумели собраться и выиграть оставшиеся пять встреч, в том числе на финише в Тбилиси (4:0) и Сталинграде (2:0), куда затем волею календаря последовали и армейцы. Верные «динамовской» солидарности, тбилисцы дали бой фавориту – Боброву пришлось дважды сравнивать счёт (2:2). В случае победы в Сталинграде, ЦДКА и «Динамо» набирали в итоге равное количество очков, и в ход вступал дополнительный показатель – соотношение мячей: для чемпионства армейцам нужно было выигрывать 5:0 или 9:1 (или 13:2). Искомый результат был достигнут за 16 минут до конца (в оставшееся время, по воспоминаниям тренера Б.Аркадьева, один из ударов сталинградцев пришелся в штангу ворот ЦДКА). Судьбу чемпионства решило на одну сотую лучшее соотношение мячей у армейцев (61:16 = 3.81 против 57:15 = 3.80).
По окончании сезона динамовцы (усилившись армейцем Владимиром Дёминым) отправились в трёхматчевое турне по Скандинавии, где их соперниками были чемпион Швеции «Норрчёпинг» и один из ведущих клубов этой страны «Гётеборг», в составах которых выступало большинство футболистов, ставших менее, чем через год, олимпийскими чемпионами, возглавляемые знаменитыми «Гре-Но-Ли» — Гуннаром Греном, Гуннаром Нордалем и Нильсом Лидхольмом — одними из лучших игроков Европы того времени. В открытых играх «на встречных курсах» динамовцы буквально деклассировали соперников, разгромив их дважды по 5:1. Затем последовала заурядная победа над действующим обладателем кубка Норвегии — клубом «Шейд» Осло — 7:0.  

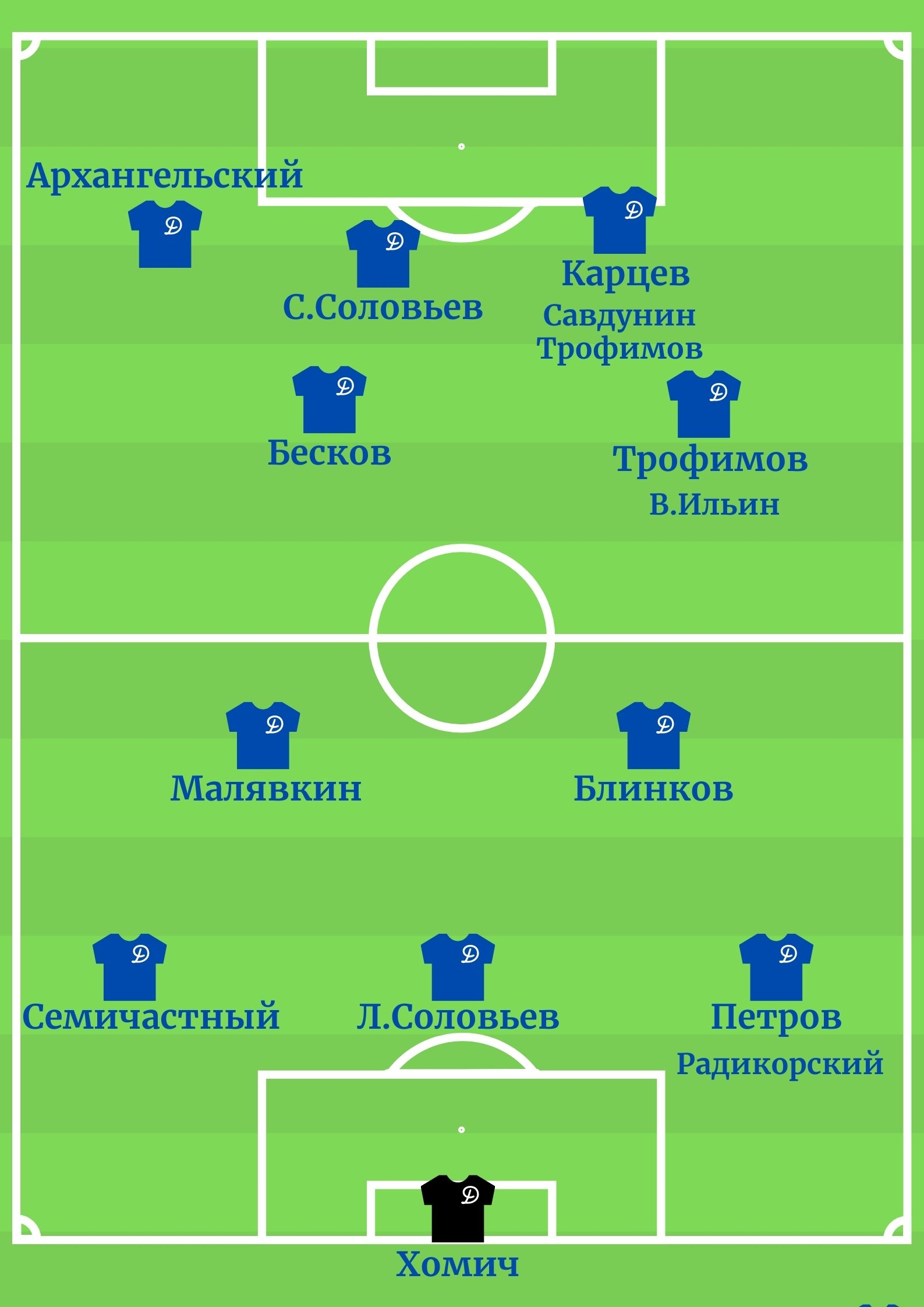

## Команда

### Состав
| Игрок                 | Дата рождения    | Сезон в «Динамо» | Бывший клуб             |
| Вратари               | Вратари          | Вратари          | Вратари                 |
| --------------------- | ---------------- | ---------------- | ----------------------- |
| Алексей Хомич         | 14 марта 1920    | 4                | «Пищевик» Москва        |
| Вальтер Саная         | 24 сентября 1925 | 1                | «Динамо» Тбилиси        |
| Защитники             |                  |                  |                         |
| Александр Петров      | 13 марта 1922    | 3                | «Спартак» (клубная)     |
| Леонид Соловьев       | 22 марта 1917    | 4                | «Динамо — II»           |
| Михаил Семичастный    | 5 декабря 1910   | 12               | ЦДКА                    |
| Всеволод Радикорский  | 3 октября 1915   | 10               | «Динамо» (клубная)      |
| Василий Комаров       | 15 января 1921   | 1                | «Динамо» Иваново        |
| Иван Станкевич        | 11 апреля 1914   | 8                | «Локомотив» Москва      |
| Полузащитники         |                  |                  |                         |
| Всеволод Блинков      | 10 декабря 1918  | 8                | «Динамо» Новосибирск    |
| Александр Малявкин    | 5 января 1918    | 3                | «Динамо — II»           |
| Николай Поставнин     | 28 декабря 1916  | 4                | «Динамо» Минск          |
| Нападающие            |                  |                  |                         |
| Василий Трофимов      | 7 января 1919    | 9                | «Динамо-ТК № 1» Болшево |
| Василий Карцев        | 9 апреля 1920    | 6                | «Локомотив» Москва      |
| Сергей Соловьев       | 9 марта 1915     | 8                | «Динамо» Ленинград      |
| Константин Бесков     | 18 ноября 1920   | 7                | «Металлург» Москва      |
| Евгений Архангельский | 6 сентября 1921  | 1                | «Динамо» Ленинград      |
| Владимир Савдунин     | 10 мая 1924      | 3                | «Локомотив» Куйбышев    |
| Владимир Ильин        | 15 января 1928   | 2                | «Локомотив» Харьков     |

### Изменения в составе
| Поз | Игрок                 | Прежний клуб       |
| --- | --------------------- | ------------------ |
| В   | Вальтер Саная         | «Динамо» Тбилиси   |
| З   | Василий Комаров       | «Динамо» Иваново   |
| Н   | Евгений Архангельский | «Динамо» Ленинград |

| Поз | Игрок            | Новый клуб         |
| --- | ---------------- | ------------------ |
| В   | Николай Медведев | «Динамо» (дубль)   |
| З   | Сергей Никульцев | «Динамо» Ленинград |
| Н   | Валерий Бехтенев | «Динамо» (дубль)   |

## Официальные матчи

### Чемпионат
Число участников — 13. Система розыгрыша — «круговая» в два круга. Чемпион — ЦДКА.
Команда «Динамо» Москва заняла 2-е место.
| 2 мая Ч 1 (159) | «Динамо» Москва                                       | 4:0     | «Динамо» Киев | Киев                                                         |
| | - Карцев 25′ 77′ - С.Соловьев 43′ - Архангельский 75′ | (отчёт) |               | Стадион: «Динамо» Зрителей: 50 000 Судья: Н.Усов (Ленинград) |
| «Динамо» Москва: Хомич - Петров, Л.Соловьев , Станкевич - Блинков, Малявкин - Архангельский, Карцев, С.Соловьев, Бесков, Трофимов «Динамо» Киев: Зубрицкий - Шевцов, Д.Васильев, Махиня - Садовский, Рогозянский - Г.Пономарев, П.Дементьев, Жуков, Щанов, Виньковатов |                                                       |         |               |                                                              |

| 9 мая Ч 2 (160) | «Динамо» Москва                                           | 5:2     | «Динамо» Ленинград                    | Москва                                                        |
| | - Карцев 35′ (пен.) 45′ 82′ - С.Соловьев 53′ - Бесков 75′ | (отчёт) | - 40′ А.А.Федоров - 65′ (пен.) Лотков | Стадион: «Динамо» Зрителей: 75 000 Судья: М.Дмитриев (Москва) |
| «Динамо» Москва: Хомич - Петров, Л.Соловьев , Станкевич - Блинков, Малявкин - Архангельский, Карцев, С.Соловьев, Бесков, Трофимов «Динамо» Ленинград: Василенко - Д.Федоров, Забелин, Ошенков - Орешкин, Алов - Н.Васильев, Лотков, А.И.Федоров, Викторов, А.А.Федоров |                                                           |         |                                       |                                                               |

| 14 мая Ч 3 (161) | «Динамо» Москва                               | 3:1     | ЦДКА          | Москва                                                        |
| | - Архангельский 10′ - Карцев 69′ - Бесков 75′ | (отчёт) | - 42′ Водягин | Стадион: «Динамо» Зрителей: 80 000 Судья: М.Дмитриев (Москва) |
| «Динамо» Москва: Хомич - Петров, Л.Соловьев , Станкевич - Блинков, Малявкин - Архангельский, Карцев, С.Соловьев, Бесков, Трофимов ЦДКА: Никаноров - Лясковский, Кочетков, Прохоров - Башашкин, Афанасьев - Гринин , Николаев, Водягин, В.Соловьев, Демин |                                               |         |               |                                                               |

| 18 мая Ч 4 (162) | «Динамо» Москва | 1:1     | «Крылья Советов» Москва | Москва                                                       |
| | - Трофимов 4′   | (отчёт) | - 55′ Коршунов          | Стадион: «Динамо» Зрителей: 45 000 Судья: И.Широков (Москва) |
| «Динамо» Москва: Хомич - Петров, Л.Соловьев, Семичастный - Блинков, Малявкин - Архангельский, Карцев, С.Соловьев, Бесков, Трофимов «Крылья Советов» Москва: Архаров - Мазанов, Котов, Чернов - В.Егоров , Ильичев - Коршунов, Сагасти, Симонян, Горшков, Беляков |                 |         |                         |                                                              |

| 24 мая Ч 5 (163) | «Динамо» Москва                                   | 3:0     | «Динамо» Минск | Минск                                                              |
| | - Бесков 17′ - Архангельский 39′ - С.Соловьев 63′ | (отчёт) |                | Стадион: «Пищевик» Зрителей: 20 000 Судья: С.Сихарулидзе (Тбилиси) |
| «Динамо» Москва: Хомич - Радикорский, Л.Соловьев , Семичастный - Блинков, Малявкин - Трофимов, Карцев, С.Соловьев, Бесков, Архангельский «Динамо» Минск: Кочетов - Салостин, Мимрик, Литвинов - Коробко , Голицын - Шевелянчик, Читая, Ходин, Шувалов, Пискарев |                                                   |         |                |                                                                    |

| 29 мая Ч 6 (164) | «Динамо» Москва               | 2:0     | ВВС | Москва                                                       |
| | - Карцев 63′ - С.Соловьев 73′ | (отчёт) |     | Стадион: «Динамо» Зрителей: 20 000 Судья: Н.Латышев (Москва) |
| «Динамо» Москва: Хомич - Радикорский, Л.Соловьев , Семичастный - Блинков, Малявкин - Трофимов, Карцев, С.Соловьев, Бесков, Архангельский ВВС: Кудрявцев - Е.Воронин, Метельский - Леонов, Ю.Тарасов, Жирнов - Парамонов, Климаков, В.Пономарев , Стриганов, В.Писковатский |                               |         |     |                                                              |

| 4 июн Ч 7 (165) | «Динамо» Москва | 1:1     | «Крылья Советов» Куйбышев | Куйбышев                                                         |
| | - Трофимов 51′  | (отчёт) | - 84′ Майсаков            | Стадион: «Локомотив» Зрителей: 20 000 Судья: В.Моргунов (Москва) |
| «Динамо» Москва: Хомич - Радикорский, Л.Соловьев , Семичастный - Блинков, Малявкин - Трофимов, Карцев, С.Соловьев, Бесков, Архангельский «Крылья Советов» Куйбышев: Головкин - Алешин, Крижевский, Скорохов - Ржевцев , П.Соломатин - Н.Зайцев, Майсаков, Карпов, Синяков, Пукало |                 |         |                           |                                                                  |

| 8 июн Ч 8 (166) | «Динамо» Москва                                | 4:0     | «Зенит» Ленинград | Москва                                                            |
| | - Карцев 34′ - Бесков 40′ 54′ - С.Соловьев 51′ | (отчёт) |                   | Стадион: «Динамо» Зрителей: 40 000 Судья: С.Сихарулидзе (Тбилиси) |
| «Динамо» Москва: Хомич - Радикорский, Л.Соловьев , Семичастный - Блинков, Малявкин - Трофимов, Карцев, С.Соловьев, Бесков, Архангельский · «Зенит» Ленинград: Л.Иванов - Копус, Гартвиг, Пшеничный - Яблочкин, Бодров - Н.Смирнов, Марютин 10', И.Комаров, А.Коротков, Кравец |                                                |         |                   |                                                                   |

| 13 июн Ч 9 (167) | «Динамо» Москва  | 1:0     | «Спартак» Москва | Москва                                                        |
| | - С.Соловьев 55′ | (отчёт) |                  | Стадион: «Динамо» Зрителей: 65 000 Судья: М.Дмитриев (Москва) |
| «Динамо» Москва: Хомич - Радикорский, Л.Соловьев , Семичастный - Блинков, Малявкин - Трофимов, Карцев, С.Соловьев, Бесков, Архангельский «Спартак» Москва: Леонтьев - Холодков, Сеглин, Вас.Соколов - Тимаков, Рязанцев - Смыслов, Конов, Сальников, Н.Дементьев, Рысцов |                  |         |                  |                                                               |

| 23 июн Ч 10 (168) | «Динамо» Москва      | 2:0     | «Торпедо» Москва | Москва                                                        |
| | - С.Соловьев 71′ 84′ | (отчёт) |                  | Стадион: «Динамо» Зрителей: 75 000 Судья: М.Дмитриев (Москва) |
| «Динамо» Москва: Хомич - Радикорский, Л.Соловьев , Семичастный - Блинков, Малявкин - Трофимов, Карцев, С.Соловьев, Бесков, Архангельский «Торпедо» Москва: Акимов - Н.Евсеев, Мошкаркин, Гомес - Н.Ильин, Н.Морозов - Сочнев, Г.Жарков, Пономарев, П.Петров, В.Жарков |                      |         |                  |                                                               |

| 29 июн Ч 11 (169) | «Динамо» Москва                                           | 3:0     | «Динамо» Тбилиси | Москва                                                    |
| | - Наумцев 59′ (авт.) - С.Соловьев 67′ - Карцев 69′ (пен.) | (отчёт) |                  | Стадион: «Динамо» Зрителей: 70 000 Судья: Э.Саар (Таллин) |
| «Динамо» Москва: Хомич - Радикорский, Л.Соловьев , Семичастный - Блинков, Малявкин - Трофимов, Карцев, С.Соловьев, Бесков, Архангельский «Динамо» Тбилиси: Шудра - Сарджвеладзе, Наумцев, Кикнадзе - Панюков, Гагуа - Г.Джеджелава, Гогоберидзе, Пайчадзе , Бережной, С.Джеджелава |                                                           |         |                  |                                                           |

| 24 июл Ч 12 (170) | «Динамо» Москва                                            | 4:1     | «Трактор» Сталинград | Москва                                                          |
| | - С.Соловьев 6′ 51′ - Архангельский 59′ - Бадин 85′ (авт.) | (отчёт) | - 37′ Белоусов       | Стадион: «Сталинец» Зрителей: 15 000 Судья: М.Дмитриев (Москва) |
| «Динамо» Москва: Хомич - Петров, Л.Соловьев , Семичастный - Блинков, Малявкин - Трофимов, Савдунин, С.Соловьев, В.Ильин, Архангельский «Трактор» Сталинград: Ермасов - Бадин, Рудин , Плонский - А.Григорьев, Шеремет - Шведченко, Белоусов, Калмыков, В.Матвеев, Папков |                                                            |         |                      |                                                                 |

| 2 авг Ч 13 (171) | «Динамо» Москва            | 2:1     | «Динамо» Киев | Москва                                                        |
| | - Карцев 20′ - Блинков 48′ | (отчёт) | - 72′ Жилин   | Стадион: «Динамо» Зрителей: 20 000 Судья: В.Моргунов (Москва) |
| «Динамо» Москва: Хомич - Петров, Л.Соловьев , Семичастный - Блинков, Малявкин - Трофимов, Карцев, С.Соловьев, Бесков, Архангельский «Динамо» Киев: Зубрицкий - Шевцов , Лерман, Жиган - Садовский, В.Севастьянов - Жилин, П.Дементьев, Чаплыгин, Виньковатов, Г.Пономарев |                            |         |               |                                                               |

| 9 авг Ч 14 (172) | «Динамо» Москва                   | 2:1     | «Динамо» Ленинград  | Ленинград                                                 |
| | - Карцев 23′ (пен.) - В.Ильин 68′ | (отчёт) | - 32′ (пен.) Лотков | Стадион: «Динамо» Зрителей: 30 000 Судья: Э.Саар (Таллин) |
| «Динамо» Москва: Хомич - Петров, Л.Соловьев , Семичастный - Блинков, Малявкин - В.Ильин, Карцев, С.Соловьев, Бесков, Архангельский «Динамо» Ленинград: А.Василенко - П.Иванов, В.Лемешев , Кучин - Горохов, Ошенков - Тенягин, Лотков, Сазонов, Викторов, А.А.Федоров |                                   |         |                     |                                                           |

| 14 авг Ч 15 (173) | «Динамо» Москва | 0:1     | ЦДКА             | Москва                                                        |
| |                 | (отчёт) | - 53′ В.Соловьев | Стадион: «Динамо» Зрителей: 70 000 Судья: М.Дмитриев (Москва) |
| «Динамо» Москва: Хомич (70' Саная) - Петров, Л.Соловьев , Семичастный - Поставнин, Малявкин - В.Ильин, Трофимов, С.Соловьев, Бесков, Архангельский ЦДКА: Никаноров - Лясковский, Кочетков, Прохоров - Водягин, В.Соловьев - С.Шапошников, Николаев, Бобров, Гринин , Демин |                 |         |                  |                                                               |

| 19 авг Ч 16 (174) | «Динамо» Москва | 0:1     | «Крылья Советов» Москва | Москва                                                        |
| |                 | (отчёт) | - 34′ Сагасти           | Стадион: «Динамо» Зрителей: 30 000 Судья: В.Моргунов (Москва) |
| «Динамо» Москва: Хомич - Петров, Л.Соловьев , Семичастный - Трофимов, Малявкин - В.Ильин, Карцев, С.Соловьев, Бесков, Архангельский «Крылья Советов» Москва: Архаров (15' Ромашов) - Котов, Мазанов, Карелин - В.Егоров , Горшков - Коршунов, В.Федоров, Симонян, Сучков, Сагасти |                 |         |                         |                                                               |

| 23 авг Ч 17 (175) | «Динамо» Москва | 1:0     | «Динамо» Минск | Москва                                                        |
| | - Малявкин 15′  | (отчёт) |                | Стадион: «Динамо» Зрителей: 20 000 Судья: М.Дмитриев (Москва) |
| «Динамо» Москва: Хомич - Петров, Л.Соловьев , Семичастный - Блинков, Малявкин - В.Ильин, Трофимов, С.Соловьев, Бесков, Архангельский «Динамо» Минск: Кочетов - Мимрик, Чернышев , Салостин - Коробко, Голицын - Шевелянчик, Читая, Бочарников, Е.Котов, Б.Котов |                 |         |                |                                                               |

| 31 авг Ч 18 (176) | «Динамо» Москва                                                           | 5:1     | ВВС                      | Москва                                                       |
| | - Трофимов 10′ - Бесков 31′ - Блинков 56′ - С.Соловьев 66′ - Савдунин 80′ | (отчёт) | - 13′ (пен.) В.Пономарев | Стадион: «Динамо» Зрителей: 20 000 Судья: В.Архипов (Москва) |
| «Динамо» Москва: Хомич - Петров, Комаров, Семичастный - Блинков, Малявкин - В.Ильин, Трофимов, С.Соловьев, Бесков, Савдунин ВВС: Кудрявцев - Чаплинский, Метельский, Архипов - В.Артемьев, Жирнов - Кузин, Цуцков, В.Пономарев, Писковатский, Крук |                                                                           |         |                          |                                                              |

| 3 сен Ч 19 (177) | «Динамо» Москва | 0:1     | «Крылья Советов» Куйбышев | Москва                                                       |
| |                 | (отчёт) | - 80′ Дьяков              | Стадион: «Динамо» Зрителей: 30 000 Судья: Н.Усов (Ленинград) |
| «Динамо» Москва: Хомич - Петров, Комаров, Семичастный - Блинков, Малявкин - В.Ильин, Трофимов, С.Соловьев, Бесков, Савдунин «Крылья Советов» Куйбышев: В.Виноградов - Алешин, В.Мурзин, Крижевский - Ржевцев , Ширяев - Н.Зайцев, Проворнов, Синяков, П.Соломатин, Дьяков |                 |         |                           |                                                              |

| 8 сен Ч 20 (178) | «Динамо» Москва                                | 3:1     | «Зенит» Ленинград                     | Ленинград                                                    |
| | - Трофимов 65′ - С.Соловьев 73′ - Савдунин 76′ | (отчёт) | - 20'(пен.) И.Комаров - 52′ Н.Смирнов | Стадион: «Динамо» Зрителей: 25 000 Судья: И.Широков (Москва) |
| «Динамо» Москва: Хомич - Петров, Комаров, Семичастный - Блинков, Малявкин - Трофимов, Савдунин, С.Соловьев, Бесков, Архангельский «Зенит» Ленинград: Грищенко - Копус, Гартвиг, Пшеничный - Бодров, Левин-Коган - Н.Смирнов, Марютин, И.Комаров , А.И.Федоров, Чучелов |                                                |         |                                       |                                                              |

| 14 сен Ч 21 (179) | «Динамо» Москва                    | 2:1     | «Спартак» Москва | Москва                                                       |
| | - Трофимов 57′ - Сеглин 87′ (авт.) | (отчёт) | - 88′ Конов      | Стадион: «Динамо» Зрителей: 55 000 Судья: Н.Латышев (Москва) |
| «Динамо» Москва: Хомич - Петров, Л.Соловьев , Семичастный - Блинков, Малявкин - Трофимов, Бесков, С.Соловьев, Савдунин, Архангельский «Спартак» Москва: Леонтьев - Холодков, Сеглин, Вас. Соколов - Малинин, Рязанцев - Нилов, Конов, А.Соколов, Н.Дементьев, Сальников |                                    |         |                  |                                                              |

| 19 сен Ч 22 (180) | «Динамо» Москва                                 | 3:1     | «Торпедо» Москва | Москва                                                        |
| | - Бесков 56′ - Савдунин 76′ - Архангельский 85′ | (отчёт) | - 23′ П.Петров   | Стадион: «Динамо» Зрителей: 50 000 Судья: М.Дмитриев (Москва) |
| «Динамо» Москва: Хомич - Петров, Л.Соловьев , Семичастный - Блинков, Малявкин - Трофимов, Савдунин, С.Соловьев, Бесков, Архангельский «Торпедо» Москва: Акимов - Н.Ильин , Н.Евсеев, Гомес - Н.Морозов, Чайко - Панфилов, Яковлев, Г.Жарков, П.Петров, В.Жарков |                                                 |         |                  |                                                               |

| 28 сен Ч 23 (181) | «Динамо» Москва                           | 4:0     | «Динамо» Тбилиси | Тбилиси                                                       |
| | - Савдунин 3′ 48′ 84′ - Архангельский 26′ | (отчёт) |                  | Стадион: «Динамо» Зрителей: 35 000 Судья: М.Дмитриев (Москва) |
| «Динамо» Москва: Хомич - Петров, Л.Соловьев , Семичастный - Блинков, Малявкин - Трофимов, Савдунин, С.Соловьев, Бесков, Архангельский «Динамо» Тбилиси: Иоселиани (46' Шудра) - Кикнадзе, Дзяпшпа, Сарджвеладзе - Панюков, Гагуа - Г.Джеджелава, Антадзе, Бережной, Гогоберидзе, Арошидзе |                                           |         |                  |                                                               |

| 5 окт Ч 24 (182) | «Динамо» Москва               | 2:0     | «Трактор» Сталинград | Сталинград                                                    |
| | - Трофимов 59′ - Савдунин 60′ | (отчёт) |                      | Стадион: «Трактор» Зрителей: 10 000 Судья: И.Широков (Москва) |
| «Динамо» Москва: Хомич - Петров, Л.Соловьев , Семичастный - Блинков, Малявкин - Трофимов, Савдунин, С.Соловьев, Бесков, Архангельский «Трактор» Сталинград: Ермасов - Бадин, Рудин , Шеремет - А.Григорьев, Колосов - Шведченко, Калмыков, Г.Андреев, В.Матвеев, Папков |                               |         |                      |                                                               |

#### Итоговая таблица
| М | Команда          | И  | В  | Н | П | Мячи    | ±   | О  |
| - | ---------------- | -- | -- | - | - | ------- | --- | -- |
|   | ЦДКА             | 24 | 17 | 6 | 1 | 61 − 16 | +45 | 40 |
|   | «Динамо» Москва  | 24 | 19 | 2 | 3 | 57 − 15 | +42 | 40 |
|   | «Динамо» Тбилиси | 24 | 14 | 5 | 5 | 57 − 30 | +27 | 33 |
| 4 | «Динамо» Киев    | 24 | 9  | 9 | 6 | 27 − 31 | −4  | 27 |
| 5 | «Торпедо»        | 24 | 9  | 6 | 9 | 36 − 29 | +7  | 24 |

И — игры, В — выигрыши, Н — ничьи, П — проигрыши, Мячи — забитые и пропущенные голы, ± — разница голов, О — очки

#### Движение по турам[10]
| Игра  | 1 | 2 | 3 | 4 | 5 | 6 | 7 | 8 | 9 | 10 | 11 | 12 | 13 | 14 | 15 | 16 | 17 | 18 | 19 | 20 | 21 | 22 | 23 | 24 |
| ----- | - | - | - | - | - | - | - | - | - | -- | -- | -- | -- | -- | -- | -- | -- | -- | -- | -- | -- | -- | -- | -- |
| Место | 1 | 1 | 2 | 1 | 1 | 1 | 1 | 1 | 1 | 1  | 1  | 1  | 1  | 1  | 1  | 1  | 1  | 1  | 1  | 1  | 1  | 1  | 1  | 2  |

### Кубок
Число участников — 19 (финальный турнир). Система розыгрыша — «олимпийская». Победитель — «Спартак» Москва.
Команда «Динамо» Москва выбыла в 1/8 финала.
| 6 июл К 1 (18) 1/8 финала | «Динамо» Москва  | 1:4     | ЦДКА                             | Москва                                                       |
| | - С.Соловьев 20′ | (отчёт) | - 25′ 43′ Бобров - 28′ 57′ Демин | Стадион: «Динамо» Зрителей: 60 000 Судья: Н.Латышев (Москва) |
| «Динамо» Москва: Хомич - Радикорский 70', Л.Соловьев , Семичастный - Блинков, Малявкин - Трофимов, Карцев, С.Соловьев, Бесков, Савдунин · ЦДКА: Никаноров - Чистохвалов, Лясковский, Прохоров - Водягин, Афанасьев - Гринин , Николаев, Бобров, В.Соловьев, Демин |                  |         |                                  |                                                              |

### Турне по Скандинавии
Были проведены три матча: два со шведскими клубами «Норрчёпинг» (действующий чемпион Швеции) и «Гётеборг», и один с норвежским клубом «Шейд» Осло (действующий обладатель кубка Норвегии). Итог — три победы (все с крупным счётом) при разнице мячей 17:2.
Команда была усилена Владимиром Дёминым из ЦДКА.
| 26 окт ММ 1 (11) | «Динамо» Москва                                    | 5:1     | «Норрчёпинг»      | Стокгольм                                            |
| | - Бесков 30′ 85′ - С.Соловьев 45′ - Карцев 83′ 84′ | (отчёт) | - 20′ Э.Холмквист | Стадион: «Росунда» Зрителей: 36 816 Судья: Н.Латышев |
| «Динамо» Москва: Хомич - Петров, Л.Соловьев , Семичастный - Блинков, Малявкин - Трофимов, Карцев, С.Соловьев, Бесков, Дёмин »: Линдберг - К.Нордаль, Стин, О.Холмквист - Росенгрен , Мальм - С.Перссон, Лидхольм, Г.Нордаль, Э.Холмквист, Г.Эрикссон |                                                    |         |                   |                                                      |

| 2 ноя ММ 2 (12) | «Динамо» Москва                                               | 5:1     | «Гётеборг» | Гётеборг                                                 |
| | - Малявкин 2′ - Трофимов 30′ 34′ - Дёмин 58′ - С.Соловьев 67′ | (отчёт) | - 57′ Грен | Стадион: ИФК «Гётеборг» Зрителей: 30 000 Судья: И.Эклинд |
| «Динамо» Москва: Хомич - Петров, Л.Соловьев , Семичастный - Блинков, Малявкин - Трофимов, Карцев, С.Соловьев, Бесков, Дёмин »: Г.Андерссон - Г.Ларссон, Полссон, Апельгрен - Х.Ханссон, Эмануэльссон - Нюберг, Гран, Бенгтссон, Грен , Бергквист |                                                               |         |            |                                                          |

| 9 ноя ММ 3 (13) | «Динамо» Москва                                                               | 7:0     | «Шейд» Осло | Осло                                                 |
| | - Карцев 18′ - Трофимов 24′ 27′ 52′ - С.Соловьев 39′ - Дёмин 72′ - Бесков 83′ | (отчёт) |             | Стадион: «Бислетт» Зрителей: 30 000 Судья: Н.Латышев |
| «Динамо» Москва: Хомич - Петров, Л.Соловьев , Семичастный - Блинков, Малявкин - Трофимов, Карцев, С.Соловьев, Бесков, Дёмин «Шейд» Осло: Арневаг (46' Дуэ) - Сместад, Беленг, Рен - С.Андерсен, Сундблад - Г.Матисен, Боленг, Генри Нурдаль, Лаурендз, Сетранг |                                                                               |         |             |                                                      |

## Товарищеские матчи
| 7 апр ТМ 1 | «Динамо» Москва                                                             | 8:1     | «Динамо» Ставрополь | Пятигорск        |
| | - Бесков 13′ - С.Соловьев 14′ - Трофимов 18′ 35′ 38′ 60′ - Савдунин 37′ 70′ | (отчёт) | - 90′ Бурыкин       | Стадион: «Медик» |
| «Динамо» Москва: Хомич - Петров, Л.Соловьев , Станкевич - Блинков, Малявкин - Архангельский, Савдунин, С.Соловьев, Бесков, Трофимов «Динамо» Ставрополь: Матюш - Бобрыш, Бойко, Артопуло - Сизов, Паликян - Васильев, Тимков, Серков, Вартанян, Бурыкин |                                                                             |         |                     |                  |

| 13 апр ТМ 2 | «Динамо» Москва | 8:0     | «Динамо» Ростов | Пятигорск |
|             |                 | (отчёт) |                 |           |

| 20 апр ТМ 3 | «Динамо» Москва                  | 2:0     | «Динамо» Ставрополь | Пятигорск |
| | - Архангельский 83′ - Карцев 90′ | (отчёт) |                     |           |
| «Динамо» Москва: Хомич - Петров, Л.Соловьев , Станкевич - Блинков, Малявкин - Архангельский, Карцев, С.Соловьев, Бесков, Трофимов «Динамо» Ставрополь: Матюш - Бобрыш, Бойко, Артопуло - Сизов, Паликян - Васильев, Тимков, Серков, Вартанян, Бурыкин |                                  |         |                     |           |

## Статистика сезона

### Игроки и матчи
| Игрок                                 | Чемпионат       | Чемпионат | Кубок           | Кубок   | Итого           | Итого   | Международные матчи | Международные матчи | ТМ              | ТМ      | Всего Чемпионат | Всего Чемпионат | Всего Кубок     | Всего Кубок | Всего           | Всего   | Всего Международные матчи | Всего Международные матчи |
| Игрок                                 | Вышел на замену | Гол       | Вышел на замену | Гол     | Вышел на замену | Гол     | Вышел на замену     | Гол                 | Вышел на замену | Гол     | Вышел на замену | Гол             | Вышел на замену | Гол         | Вышел на замену | Гол     | Вышел на замену           | Гол                       |
| Вратари                               | Вратари         | Вратари   | Вратари         | Вратари | Вратари         | Вратари | Вратари             | Вратари             | Вратари         | Вратари | Вратари         | Вратари         | Вратари         | Вратари     | Вратари         | Вратари | Вратари                   | Вратари                   |
| ------------------------------------- | --------------- | --------- | --------------- | ------- | --------------- | ------- | ------------------- | ------------------- | --------------- | ------- | --------------- | --------------- | --------------- | ----------- | --------------- | ------- | ------------------------- | ------------------------- |
| Алексей Хомич                         | 24              | (-15)     | 1               | (-4)    | 25              | (-19)   | 3                   | (-2)                | 2               | (-1)    | 65              | (-40)           | 8               | (-11)       | 78              | (-59)   | 9                         | (-15)                     |
| Вальтер Саная                         | 1               | (-0)      |                 |         | 1               | (-0)    |                     |                     |                 |         | 1               | (-0)            |                 |             | 1               | (-0)    |                           |                           |
| Защитники                             |                 |           |                 |         |                 |         |                     |                     |                 |         |                 |                 |                 |             |                 |         |                           |                           |
| Александр Петров                      | 17              |           |                 |         | 17              |         | 3                   |                     | 2               |         | 28              |                 | 1               |             | 29              |         | 3                         |                           |
| Леонид Соловьев (24)                  | 21              |           | 1               |         | 22              |         | 3                   |                     | 2               |         | 64              | 8               | 9               | 1           | 88              | 9       | 8                         |                           |
| Михаил Семичастный (4)                | 21              |           | 1               |         | 22              |         | 3                   |                     | 2               |         | 159             | 52              | 15              | 7           | 208             | 79      | 13                        | 4                         |
| Всеволод Радикорский                  | 7               |           | 1               |         | 8               |         |                     |                     |                 |         | 115             |                 | 11              |             | 175             |         | 7                         |                           |
| Василий Комаров                       | 3               |           |                 |         | 3               |         |                     |                     |                 |         | 3               |                 |                 |             | 3               |         |                           |                           |
| Иван Станкевич                        | 3               |           |                 |         | 3               |         |                     |                     |                 |         | 60              |                 | 5               |             | 102             |         | 7                         |                           |
| Полузащитники                         |                 |           |                 |         |                 |         |                     |                     |                 |         |                 |                 |                 |             |                 |         |                           |                           |
| Всеволод Блинков                      | 21              | 2         | 1               |         | 22              | 2       | 3                   |                     | 2               |         | 83              | 6               | 9               |             | 154             | 12      | 9                         |                           |
| Александр Малявкин                    | 24              | 1         | 1               |         | 25              | 1       | 3                   | 1                   | 2               |         | 66              | 17              | 7               | 2           | 73              | 19      | 5                         | 3                         |
| Николай Поставнин                     | 1               |           |                 |         | 1               |         |                     |                     |                 |         | 35              | 7               | 1               |             | 36              | 7       |                           |                           |
| Нападающие                            |                 |           |                 |         |                 |         |                     |                     |                 |         |                 |                 |                 |             |                 |         |                           |                           |
| Василий Трофимов                      | 24              | 6         | 1               |         | 25              | 6       | 3                   | 5                   | 2               | 4       | 97              | 29              | 9               | 3           | 150             | 47      | 6                         | 6                         |
| Василий Карцев                        | 14              | 11        | 1               |         | 15              | 11      | 3                   | 3                   | 1               | 1       | 54              | 49              | 3               | 1           | 83              | 69      | 9                         | 7                         |
| Сергей Соловьев                       | 24              | 13        | 1               | 1       | 25              | 14      | 3                   | 3                   | 2               | 1       | 102             | 76              | 9               | 8           | 160             | 156     | 10                        | 6                         |
| Константин Бесков                     | 23              | 7         | 1               |         | 24              | 7       | 3                   | 3                   | 2               | 1       | 66              | 20              | 9               | 6           | 112             | 50      | 8                         | 8                         |
| Евгений Архангельский                 | 22              | 6         |                 |         | 22              | 6       |                     |                     | 2               | 1       | 22              | 6               |                 |             | 22              | 6       | 4                         | 4                         |
| Владимир Савдунин                     | 8               | 7         | 1               |         | 9               | 7       |                     |                     | 1               | 2       | 29              | 16              | 3               |             | 32              | 16      | 2                         | 1                         |
| Владимир Ильин                        | 7               | 1         |                 |         | 7               | 1       |                     |                     |                 |         | 8               | 1               |                 |             | 8               | 1       |                           |                           |
| Игроки, приглашенные из других клубов |                 |           |                 |         |                 |         |                     |                     |                 |         |                 |                 |                 |             |                 |         |                           |                           |
| Владимир Дёмин (ЦДКА)                 |                 |           |                 |         |                 |         | 3                   | 2                   |                 |         |                 |                 |                 |             |                 |         | 3                         | 2                         |

### Личные и командные достижения
Динамовцы в списке 33 лучших футболистов
| Турнир            | Игрок              | Вышел на замену | Игрок           | Гол |
| ----------------- | ------------------ | --------------- | --------------- | --- |
| Сезоны в клубе    | Сергей Ильин       | 15              |                 |     |
| Официальные матчи | Сергей Ильин       | 219             | Сергей Соловьев | 156 |
| Чемпионат         | Михаил Семичастный | 159             | Сергей Соловьев | 76  |
| Кубок             | Михаил Семичастный | 15              | Сергей Ильин    | 9   |

Достижения в сезоне

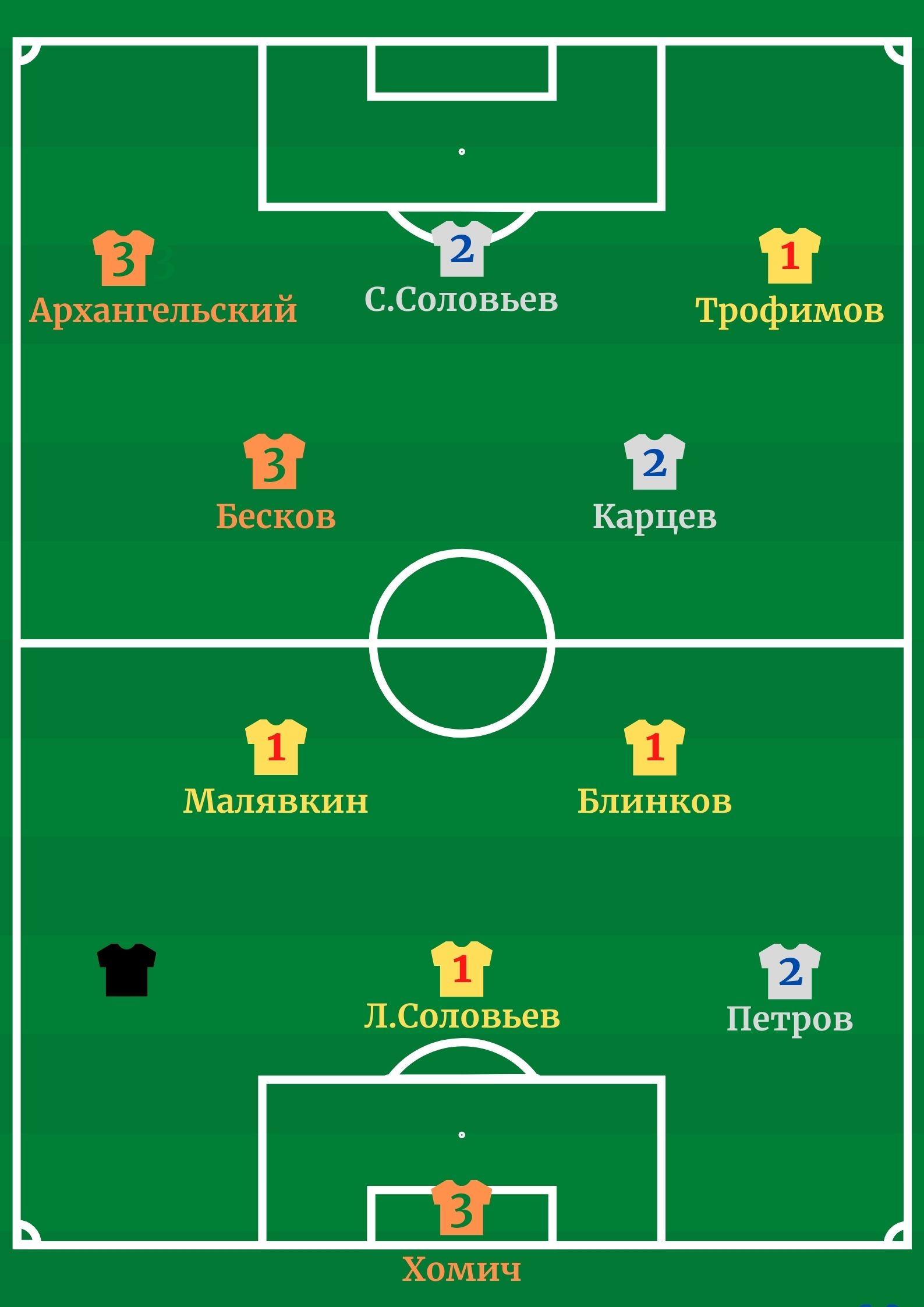

- Михаил Семичастный сыграл в 12-м сезоне за «Динамо»
- Всеволод Радикорский сыграл в 10-м сезоне
- Михаил Семичастный сыграл 200-й официальный матч
- Константин Бесков и Иван Станкевич сыграли 100-е официальные матчи
- Сергей Соловьев сыграл 100-й матч в чемпионате СССР
- Сергей Соловьев первым забил 150 мячей в официальных матчах за «Динамо»
- «Хет-трики» в сезоне — Василий Карцев (чемпионат), Владимир Савдунин (чемпионат), Василий Трофимов (международный матч)